# Georges Canguilhem
‎
Georges Canguilhem, francoski filozof in zdravnik, * 4. junij 1904, Castelnaudary, † 11. september 1995, Marly-le-Roi. 
Canguilhem se je ukvarjal s filozofijo znanosti, predvsem biologije, kjer je kritiziral mahanistični pristop k obravnavanju življenja in živih bitij.

## Življenje in delo
Pridružil se je francoski višji šoli École Normale Superieure leta 1924, kot del razreda, v katerem so bili tudi Jean-Paul Sartre, Raymond Aron in Paul Nizan. Leta 1927 je uspešno opravil učiteljski izpit in nato učil v srednjih šolah po celotni Franciji, med poučevanjem v Toulousu pa je tudi študiral medicino.
Leta 1941 je bil sprejet na Univerzo Clermont-Ferrand v Strasbourgu, kjer je doktoriral iz medicine v letu 1943. Pod psevdonimom "Lafont" je postal aktiven pri francoskem odporniškem gibanju med drugo svetovno vojno, v Auvergneju je deloval kot zdravnik. 
Do leta 1938 je postal še francoski ekvivalent vodje filozofskega sektorja v Strasbourgu. Sedem let kasneje je bil imenovan za profesorja na Sorboni in je nasledil Gastona Bachelarda kot direktor Institut d'histoire des sciences, mesto je zasedal do leta 1971, potem pa je tu deloval kot zaslužni profesor. 
Leta 1983 mu je društvo History of Science Society podelilo Saronovo medaljo, leta 1987 pa je od Narodnega znanstvenega raziskovalnega središča (Centre national de la recherche scientifique (CNRS)) prejel še zlato medaljo.

## Filozofija biologije
Glavno delo Canguilheima v filozofiji znanosti je predstavljeno v dveh knjigah, Le Normal et le pathologique, prvič objavljena leta 1943, nato pa razširjena leta 1968, in La connaissance de la vie v letu 1952. Normalno in patološko je razširjena raziskava o naravi in pomenu normalnosti v medicini in biologiji. La connaissance de la vie je razširjena študija specifičnosti biologije kot znanosti, zgodovinskega in konceptualnega pomena vitalizma in možnosti spočetja organizmov, ne na podlagi mehanskih in tehničnih modelov, ki bi spremenile organizem v stroj, temveč glede na okolje, v katerem organizem živi, se prilagaja, in ima status kot nekaj več kot le »vsota njenih delov«. Canguilhem se je močno zavzemal za te položaje, kritiziral vitalizem 18. in 19. stoletja (in njene politike) ter nasprotoval pojmovanju biologije kot »fizikalne znanosti«. Menil je, da bi to biologiji odvzelo ustrezno področje študija in ideološko preoblikovalo živa bitja v mehanske objekte, ki služijo kemičnemu oziroma fizičnemu ravnotežju brez upoštevanja posebnosti organizmov ali kompleksnosti življenja. Kasneje je nadaljeval in spremenil te kritike v delu Idéologie et rationalité dans l’histoire des sciences de la vie.
Canguilhem je bil več kot samo velik teoretik, bil je eden redkih filozofov 20. stoletja, ki je razvil pristop k filozofiji, podkrepljen z medicinsko izobrazbo. Pomagal je opredeliti metodo preučevanja zgodovine znanosti, ki je praktičen in strog. Njegovo delo se po eni strani osredotoča na pojma "normalno" in "patološko", po drugi pa na kritičnost zgodovinskega oblikovanja pojmov kot je "refleks" v zgodovini znanosti. Canguilhem je bil tudi mentor več francoskih učenjakov, kot je Foucault, kateremu je služil kot sponzor pri predstavitvi Histoire de la folie à L'Age Classique za Doctorat d'État, in čigar delo je spremljal tudi v poznejšem življenju. Canguilhem je vplival tudi na Gillesa Deleusa.

## Institucionalna vloga
Kot generalni inšpektor in nato predsednik francoske žirije D'Agrégation v filozofiji je imel Canguilhem velik vpliv na pouk filozofije v Franciji v drugi polovici dvajsetega stoletja. Znano je, da je za več kot eno generacijo francoskih akademskih filozofov veljal kot zahteven ocenjevalec, ki je verjel, kot je pripomnil Louis Althusser, da lahko popravi filozofsko razumevanje učiteljev. To pa ni zmanjšalo spoštovanja, ki ga je užival pri generaciji intelektualcev, kot so Jacques Derrida, Michel Foucault, Louis Althusser in Jacques Lacan. Althusser je nekoč napisal svojemu angleškemu prevajalcu, da je "moj dolg do Canguilhema je neizmerljiv". Prav tako, Foucault, v uvodu k Canguilhemevem delu Normalno in patološko zapiše:

"Odvzemite Canguilhema in ne boste več razumeli Althusserja, Althusserizma in cele vrste razprav, ki so potekale med francoskimi marksisti; ne boste več razumeli, kaj je specifično za sociologe kot Bourdieu, Castel, Passeron in kaj jih tako močno povezuje s sociologijo; zamudili boste celoten vidik teoretičnega dela psihoanalitikov, zlasti Lacanovih privržencev. Še več, v celotni boste zamudili razpravo o idejah, ki se razvijejo pred gibanjem '68 ali po njem, saj ni težko najti tistih, ki jih je od blizu ali od daleč navdihoval Canguilhem. "

Derrida je povedal, da mu je Canguilhem, zgodaj v karieri svetoval, da se mora dokazati kot resen znanstvenik, preden lahko pokaže poseben filozofski smisel za humor, s katerim potem zaslovi. 
Po letih zapostavljanja, je bilo v zadnjem desetletju veliko Canguilhemovih del prevedenih v angleščino. Med njimi je zbirka esejev z naslovom A Vital Rationalist in njegovo najbolj znamenito delo, Normalno in patološko.

## Dela
- Normalno in patološko, ŠKUC, Filozofska fakulteta, Ljubljana, 1987. (COBISS)
- Dialektika in filozofija ne-ja pri Gastonu Bachelardu, v Filozofski vestnik(en), 2008, št. 3, str. 63-72. (COBISS)
- Gaston Bachelard in filozofi, v Filozofski vestnik, 2008, št. 3, str. 55-61. (COBISS)
- Zgodovina znanosti v epistemološkem delu Gastona Bachelarda, v Filozofski vestnik, 2008, št. 3, str. 43-54. (COBISS)
- La Connaissance de la vie (1952), réédition Vrin, Paris, 1998, 2000, ISBN 2-7116-1132-9.
- La Formation du concept de réflexe aux XVII et XVIII siècles, PUF, Paris, 1955.
- Études d’histoire et de philosophie des sciences (1968) 7. réed. Vrin, Paris, 1990. (COBISS)
- Idéologie et rationalité dans l’histoire des sciences de la vie (1977), 4. tirage de la 2. éd. Augmentée, Vrin, Paris, 2000. (COBISS)
- La Santé, concept vulgaire et question philosophique (1988), Sables, Pin-Balma, 1990, ISBN 2-907530-34-8.
- Vie et mort de Jean Cavaillès, Ed. Allia, 1998, ISBN 2-911188-17-9
- Écrits sur la médecine, Ed. Seuil, 2002. (COBISS)

- članek Kaj je psihologija? (v francoščini)